# Alchemilla nydeggeriana
Alchemilla nydeggeriana är en rosväxtart som beskrevs av S. E. Fröhner. Alchemilla nydeggeriana ingår i släktet daggkåpor, och familjen rosväxter. Inga underarter finns listade i Catalogue of Life.